# Outhere
Outhere o Outhere Music es una editorial musical y compañía discográfica belga con sede en Bruselas, especializada en música clásica y jazz. Fue fundada en 2004 por Charles Adriaenssen.

## Historia
La compañía fue creada en 2004 por el ex diplomático y empresario Charles Adriaenssen, con el objetivo de reunir y hacer crecer a los mejores productores de nicho de música clásica, contemporánea y jazz. Desde 2019, Didier Martin dirige el grupo como director general.
Forman parte de esta compañía varios sellos de música clásica anteriormente independientes, muchos de ellos especialistas en música antigua.
- Fuga Libera: discográfica belga fundada en 2004 bajo la dirección de Michel Stockhem, que se convirtió en la base del grupo Outhere.
- Æon: sello francés especializado en música clásica contemporánea fundado en 2000 y primeramente dirigido por Damien Pousset, con algunos lanzamientos de música medieval.[4]
- Alpha: sello francés de música antigua fundado en 1999 por Jean-Paul Combet, conocida por el diseño de las carátulas elegido y comentado por Denis Grenier.
- Arcana: sello fundado por Michel Bernstein
- Ramée: sello alemán de música antigua fundado en 2004 por Rainer Arndt.
- Ricercar: sello belga de música antigua fundado en la década de 1980 por el músico Jérôme Léjeune, junto con la agrupación Ricercar Consort.
- Outnote: sello especializado en jazz nuevo establecido en 2010 por Outhere y dirigido por Jean-Jacques Pussiau, que anteriormente había creado Owl Records (ahora en manos de Universal)
- Phi: sello fundado en 2011 por Philippe Herreweghe.
- Zig-Zag Territoires: sello francés de música antigua fundado en 1998 por Sylvie Brély y Franck Jaffrès.